# 东兴口岸
东兴口岸位于中国广西壮族自治区东兴市，是与越南广宁省芒街市相连接的口岸。口岸位于北仑河与哥龙河交汇处，与越南芒街口岸相距100米，是中国唯一与越南海陆相连的国家一类口岸，通过口岸可前往中越大桥出境。2016年，口岸的客流总量已突破700万人次。
2024年11月29日，东兴公交开通途径该口岸往来芒街的公交车，系首条中越跨境公交线路。